# Donald O'Connor
Donald David Dixon Ronald O ' Connor (28/8/1925 –  27/9/2003) là một vũ công, ca sĩ, và diễn viên người Mỹ, trở nên nổi tiếng trong một loạt phim mà trong đó ông đóng vai chính xen kẽ với Gloria Jean, Peggy Ryan, và Francis Con La Biết Nói.
Ngày nay ông được biết đến nhiều nhất với vai diễn người bạn và đồng nghiệp Cosmo Brown của Don Lockwood trong Singin' in the Rain (1952).

## Tuổi thơ
Mặc dù ông coi Roger, Illinois là quê hương của mình, O'Connor được sinh ra tại bệnh viện St. Elizabeth ở Chicago. Cha mẹ ông, Effie Irene (nhũ danh Crane) và John Edward "Chuck" O'Connor, là những người mua vui trong chương trình tạp kỹ. Họ nội của ông đến từ Hạt Cork, Ireland. Khi O'Connor mới chỉ được vài tuổi, ông và chị gái của mình Arlene đã gặp một vụ tai nạn xe bên ngoài nhà hát ở Hartford, Connecticut; O'Connor sống sót, nhưng chị gái của ông đã không qua khỏi. Vài tuần sau đó, cha ông chết vì lên cơn đau tim trong khi đang nhảy trên sân khấu ở Brockton, Massachusetts. O'Connor lúc đó đang được bế trên tay của người quản lý nhà hát, ông Morris Sims.

## Sự nghiệp
O'Connor bắt đầu đóng phim từ năm 1937, xuất hiện lần đầu năm 11 tuổi trong bộ phim It Can't Last Forever (1937) của hãng Columbia.

### Paramount
O'Connor đã ký một hợp đồng tại hãng Paramount. Ông xuất hiện trong Men with Wings (1938) đóng vai cậu bé cho nhân vật của Fred MacMurray và Sing You Sinners (1938) vai em trai của Bing Crosby.
Ông cũng xuất hiện trong Sons of the Legion (1938) sau đó đã đóng vai chính trong một phim hạng B, Tom Sawyer, Detective (1938) vai Huckleberry Finn. O'Connor cũng xuất hiện trong Boy Trouble (1939) và đóng vai cậu bé cho nhân vật của John Hartley trong Unmarried (1939).
O'Connor được nêu tên thứ tư trong Million Dollar Legs (1939) cùng Betty Villa và đóng vai cậu bé cho nhân vật của Gary Cooper trong Beau Geste (1939). Night Work (1939) là phần tiếp theo của Boy Trouble và ông đã xuất hiện trong  Death of a Champion (1939).
Năm 1940, khi đã quá tuổi đóng vai trẻ em, ông quay lại nghề tạp kỹ.

### Universal
Năm 1941, O'Connor ký hợp đồng với hãng Universal, nơi ông bắt đầu bằng cách xuất hiện liền một lúc trong bảy vở nhạc kịch hạng B, khởi đầu với What's Cookin'? (1942) cùng chị em Andrews, Gloria Jean và Peggy Ryan. Ông và Ryan đã ở trong Private Buckaroo (1942) và Give Out, Sisters (1942), đều cùng chị em Andrews.
Ông, Ryan và Jean đã xuất hiện trong Get Hep to Love (1942) và When Johnny Comes Marching Home (1942). Ông đã đóng trong It Comes Up Love (1942) cùng Jean, nhưng không cùng Ryan.

### Phim hạng A
O'Connor, Jean và Ryan đóng trong Mister Big (1943). Trước khi bộ phim này được phát hành, sự nổi tiếng của O'Connor tăng vọt. Universal chi thêm $50,000 cho các đoạn nhạc trong bộ phim và đưa bộ phim từ hạng B lên A.
O'Connor và Ryan đóng trong Top Man (1943) và Chip Off the Old Block (1944). Cả hai đều có vai khách mời trong bộ phim quy tụ tất cả các ngôi sao Follow the Boys (1944) của Universal.
Trong ngày sinh nhật 18 tuổi của mình vào tháng 8 năm 1943, trong Thế Chiến II O'Connor đã được gọi vào Quân đội Hoa Kỳ. Trước khi ông đăng ký nhập ngũ vào ngày 6/2/1944, Universal đã hoàn thành bốn phim của O'Connor. Họ vội vã sản xuất để hoàn thành thêm bốn bộ phim nữa, tất cả đều cùng với Ryan: This Is the Life (1944), The Merry Monahans (1944),  Bowery to Broadway (1945) và Patrick the Great (1945).
Với 7 bộ phim dự trữ, việc hoãn các màn mở đầu đã giữ cho sự xuất hiện trên màn ảnh của O'Connor không bị gián đoạn suốt 2 năm ông ở nước ngoài.

### Trở về sau khi hoàn thành nghĩa vụ
Khi ông trở về, một sự hợp nhất trong năm 1946 đã tái cơ cấu xưởng phim thành Universal-International. Xưởng phim đã đặt O'Connor đối đầu với ngôi sao nữ lớn nhất của họ, Deanna Durbin trong Something in the Wind (1947). Ông thủ vai chính trong Are You with It? (1948), Feudin', Fussin' and A-Fightin' (1949), và Yes Sir, That's My Baby (1949).

### Francis
Năm 1949, ông đóng vai chính trong Francis, phim về một người lính kết bạn bởi một con la biết nói. Bộ phim thành công vang dội. Từ đó, sự nghiệp nhạc kịch của ông liên tục bị gián đoạn bởi quá trình sản xuất một phim Francis mỗi năm cho đến năm 1955. O'Connor sau đó nói các bộ phim này "rất vui khi thực hiện. Thực ra, chúng khá là thách thức. Tôi đã phải diễn rất nghiêm túc để thuyết phục khán giả rằng con la có thể nói chuyện."
Sau bộ phim Francis đầu tiên O'Connor diễn các vở hài kịch: Curtain Call at Cactus Creek (1950), The Milkman (1950), Double Crossbones (1951). Ông đã làm Francis Goes to the Races (1951), một thành công khác.

### Singin' in the Rain
O'Connor sau đó nhận được lời mời đóng vai Cosmo nhạc công piano trong Singin' in the Rain (1952) tại MGM. Vai diễn này đã mang lại cho ông một Giải quả Cầu Vàng cho Nam diễn viên điện ảnh xuất sắc nhất – nhạc kịch hoặc hài kịch. Bộ phim nổi bật với màn trình diễn đáng nhớ của ông bài hát "Make 'Em Laugh". O'Connor nói ông đã hút 4 gói thuốc lá một ngày trong quá trình quay phim.
Năm 1952 O'Connor đã ký một thỏa thuận (three-picture deal) với Paramount.
Ông đã trở lại Universal để làm Francis Goes to West Point (1952) sau đó quay lại MGM cho I Love Melvin (1953) một vở nhạc kịch với Debbie Reynolds. Đóng cùng Ethel Merman trong Call Me Madam (1953) của hãng 20th Century Fox.
Sau bộ phim Francis Covers the BigTown (1953), Universal đưa O'Connor vào một vở nhạc kịch có màu, Walking My Baby Back (1953). Ông đã làm Francis Joins the WACS (1954) sau đó đóng vai Tim Donahue trong một vở nhạc kịch của hãng 20th Century Fox There's No Business Like Show Business (1954), nổi bật với âm nhạc của Irving Berlin và có Ethel Merman, Marilyn Monroe, Dan Dailey, Mitzi Gaynor và Johnnie Ray thủ vai chính.
Vì loạt phim Francis mà O'Connor đã bỏ lỡ vai diễn đối tác của Bing Crosby trong White Christmas (1954). O'Connor đã không có mặt, bởi ông mắc phải một căn bệnh truyền nhiễm từ con la, và được thay thế trong phim bởi Danny Kaye.
Ông đóng vai chính trong The Donald O'Connor Show (1954-55). O'Connor thường xuyên dẫn chương trình cho Colgate Comedy Hour của đài NBC.
O'Connor không muốn tiếp tục loạt phim Francis, nhưng đồng ý làm Francis in the Navy (1955).
Ông và Crosby gặp lại trong Anything Goes (1956) tại Paramount. Studio đó cũng phát hành The Buster Keaton Story (1957) nơi O'Connor thủ vai cùng tên.
Ông dẫn một chương trình truyền hình đặc biệt có màu trên NBC vào năm 1957, một trong những chương trình có màu đầu tiên được bảo quản trên một máy hoạt ảnh màu; một đoạn trích của chương trình đã được đưa vào chương trình đặc biệt kỷ niệm 50 năm của đài NBC năm 1976.

### Phim những năm 60
O'Connor hợp tác với Glenn Ford trong Cry for Happy (1961) và đóng vai tiêu đề trong The Wonders of Aladdin (1961).
Ông tập trung vào kịch nghệ sau đó quay trở lại phim ảnh trong vở hài kịch cùng Sandra Dee That Funny Feeling (1965).
Năm 1968, O'Connor dẫn một chương trình tọa đàm tin tức còn có tên là The Donald O'Connor Show. Ông bị một cú đột quỵ năm 1971.

### Những năm 70
O'Connor vượt qua chứng nghiện rượu sau 3 tháng nhập viện sau khi ngã quỵ năm 1978. Sự nghiệp của ông thăng tiến khi ông dẫn chương trình cho Giải Oscar, việc này đã mang lại cho ông hai đề cử Giải Primetime Emmy. Ông xuất hiện trong bộ phim Ragtime (1981). Đó là vai diễn điện ảnh chủ chốt đầu tiên của ông sau 16 năm.
O'Connor xuất hiện trong vở kịch ngắn ngủi Bring Back Birdie trên sân khấu Broadway năm 1981 và tiếp tục xuất hiện trên phim ảnh và truyền hình trong thập niên 1990, trong đó có phim Toys với Robin Williams film Toys khi ông trong vai giám đốc một công ty làm đồ chơi. Năm 1996, ông tham gia với vai trò khách mời trong cặp chương trình truyền hình hài phổ biến khi ấy là The Nanny và Frasier.
Năm 1998, ông nhận được Golden Palm Star, trên Walk of Stars, Palm Springs, California.
Bộ phim chủ chốt cuối cùng của O'Connor là vở hài kịch Out to Sea của Jack Lemmon-Walter Matthau, ở đó ông đóng vai người chủ trì tiệc nhảy trên một du thuyền. O'Connor vẫn còn xuất hiện trước công chúng cho đến năm 2003.
Điểm đặc trưng nhất trong phong cách nhảy của O'Connor là sự khỏe khoắn mà ít ai có thể cạnh tranh với ông. Tuy vậy vẻ ngoài trẻ trung của ông mới chính là điểm mà khán giả thấy thu hút nhất, và tiếp tục là khía cạnh hấp dẫn trong tính cách của ông trong sự nghiệp của mình. Trong những bộ phim đầu tiên làm cùng hãng Universal của mình, O'Connor có thể bắt chước gần đúng tính cách ngạo mạn, cách nói trôi chảy dẻo miệng của Mickey Rooney từ đối thủ MGM Studio. Tuy nhiên, trong Singin' in the Rain, MGM xây dựng một nhân vật phụ với tính cách biết cảm thông hơn nhiều, và vai diễn đã trở thành hình ảnh đặc trưng của O'Connor.

## Cuộc sống riêng tư
O'Connor kết hôn 2 lần và có 5 đứa con. Cuộc hôn nhân đầu tiên là vào năm 1944, với Gwendolyn Carter, và họ có một người con gái, Donna. Đôi vợ chồng ly dị năm 1954. Ông kết hôn lần thứ hai, với Gloria Noble năm 1956. Họ có với nhau 3 đứa con: Alicia, Donald Frederick và Kevin. O'Connor và Noble chung sống đến khi ông qua đời vào năm 2003.

## Qua đời
O'Connor đã trải qua bốn cuộc phẫu thuật tim năm 1990, và ông suốt qua đời sau 2 lần viêm phổi tháng 1 năm 1998. Ông mất vì biến chứng suy tim vào 27/9/2003, 78 tuổi ở Woodland Hills, California. Thi thể ông được hỏa táng và chôn cất ở Nghĩa trang  Forest Lawn–Hollywood Hills ở Los Angeles.
O'Connor ra đi để lại vợ, Gloria, và bốn người con. Gloria O'Connor qua đời do tuổi già vào ngày 4 tháng 6 năm 2013, thọ 84 tuổi.

## Danh sách phim

### Điện ảnh
- Melody for Two (1937)
- It Can't Last Forever (1937)
- Men with Wings (1938)
- Sing You Sinners (1938)
- Sons of the Legion (1938)
- Tom Sawyer, Detective (1938)
- Boy Trouble (1939)
- Unmarried (1939)
- Million Dollar Legs (1939)
- Beau Geste (1939)
- Night Work (1939)
- Death of a Champion (1939)
- On Your Toes (1939)
- What's Cookin'? (1942)
- Private Buckaroo (1942)
- Give Out, Sisters (1942)
- Get Hep to Love (1942)
- When Johnny Comes Marching Home (1942)
- It Comes Up Love (1943)
- Mister Big (1943)
- Top Man (1943)
- Chip Off the Old Block (1944)
- Follow the Boys (1944)
- This Is the Life (1944)
- The Merry Monahans (1944)
- Bowery to Broadway (1944)
- Patrick the Great (1945)
- Something in the Wind (1947)
- Are You With It? (1948)
- Feudin', Fussin', and A-Fightin' (1948)
- Screen Snapshots: Motion Picture Mothers, Inc. (1949) (short subject)
- Yes Sir That's My Baby (1949)
- Francis (1950)
- Curtain Call at Cactus Creek (1950)
- The Milkman (1950)
- Double Crossbones (1951)
- Francis Goes to the Races (1951)
- Singin' in the Rain (1952)
- Francis Goes to West Point (1952)
- I Love Melvin (1953)
- Call Me Madam (1953)
- Francis Covers the Big Town (1953)
- Walking My Baby Back Home (1953)
- Francis Joins the WACS (1954)
- There's No Business Like Show Business (1954)
- Francis in the Navy (1955)
- Anything Goes (1956)
- The Buster Keaton Story (1957)
- Cry for Happy (1961)
- The Wonders of Aladdin (1961)
- That Funny Feeling (1965)
- Just One More Time (1974) (short subject)
- That's Entertainment! (1974)
- Ragtime (1981)
- Pandemonium (1982)
- A Time to Remember (1987)
- Toys (1992)
- Father Frost (1996)
- Out to Sea (1997)

### Truyền hình
- Police Story – 1975
- The Milton Berle Show (producer) – 1948
- Colgate Comedy Hour – 1951–1954
- The Donald O'Connor Show – 19 episodes on NBC, 1954–55
- The Judy Garland Show (special guest) – episode 7, season 1 on CBS – ngày 29 tháng 9 năm 1963
- Petticoat Junction (director) – 1964
- Bell Telephone Hour – 1964–1966
- The Donald O'Connor Show – 1968
- Ellery Queen – episode "The Comic Book Crusader" – ngày 2 tháng 10 năm 1975
- The Bionic Woman – episode "A Thing of the Past" (ngày 18 tháng 2 năm 1976)
- Hunter – episode "The Costa Rican Connection" (ngày 18 tháng 3 năm 1977)
- The Love Boat – 1981–1984
- Alice – "Guinness on Tap", as himself, 1982
- The Littlest Hobo – episode "The Clown" as Freddie the Clown, 1982[14]
- Simon and Simon – episode "Grand Illusion" as Barnaby the Great, 1983
- Alice in Wonderland (1985 film) as The Lory Bird, 1985.
- Highway to Heaven episode "Playing for keeps" – 1987.
- Murder She Wrote  episode  (The Big Show of 1965) – 1990
- Tales from the Crypt – 1992
- The Building – 1993
- Frasier – episode "Crane vs. Crane" as Harlow Safford, 1996
- The Nanny – episode "Freida Needa Man" as Fred (1996)

### Sân khấu
- Little Me (1964; 1968; 1980)
- Promises, Promises (1972)
- Where's Charley? (1976)
- Weekend with Feathers (1976)
- Sugar (1979)
- Wally's Cafe (1980)
- Bring Back Birdie (1981)
- Say Hello to Harvey (1981)
- Show Boat (1982; 1983)
- I Ought to Be in Pictures (1982)
- How To Succeed In Business Without Really Trying (1985)
- Two for the Show (1989)
- Charley's Aunt (1989)
- The Sunshine Boys (1990)
- The Fabulous Palm Springs Follies (1998)